# Sertularia camtschatika
Sertularia camtschatika is een hydroïdpoliep uit de familie Sertulariidae. De poliep komt uit het geslacht Sertularia. Sertularia camtschatika werd in 1947 voor het eerst wetenschappelijk beschreven door Vinogradov. 